# Calling (canción)
«Calling» es una canción por Geri Halliwell, lanzada como el tercer y último final de su álbum Scream If You Wanna Go Faster, éxito que fue limitado. 
"Calling" fue al número siete cuando fue lanzado el 26 de noviembre de 2001 con 28 000 ventas en su primera semana - en total, el sencillo vendió 70,515 copias - el 192.º mejor vendido en el 2001. Este sencillo no hizo mucho para ayudar a las ventas del álbum, ya que fue apenas promocionado. La pobre posición en listas fue rumoreado que enojó a Geri - "Calling" era su canción favorita del álbum, y ella pensó que seguro sería número uno. Por esto, no se lanzaron más sencillos de Scream If You Wanna Go Faster, y Geri se tomó un descanso de la música mientras vivía en Los Ángeles por varios meses. Para la promoción de esta canción, se rodó un videoclip cerca de Barcelona, concretamente en la Casa del Laberinto de la población de San Vicente de Montalt. 
En cierta región, la canción fue lanzada en una versión francesa (Quebec, Francia). 

## Posiciones
| Lista (2001)                    | Posición |
| ------------------------------- | -------- |
| Russian Singles Chart           | 1        |
| Czech Singles Chart             | 2        |
| UK Singles Chart                | 7        |
| Portuguese Singles Chart        | 9        |
| Slovenian Singles Chart         | 10       |
| Belgium Singles Chart (Wallony) | 11       |
| Greek Singles Chart             | 14       |
| Eurochart Hot 100 Singles       | 18       |
| Romanian Singles Chart          | 19       |
| Swiss Singles Chart             | 21       |
| French Singles Chart            | 21       |
| Austrian Singles Chart          | 28       |
| Brazil Hot 100                  | 30       |
| Italian Singles Chart           | 26       |
| Irish IRMA Singles Chart        | 38       |
| German Singles Chart            | 48       |
| Listas de final de año (2001)   |          |
| UK Top 200 Singles of the Year  | 192      |

Ventas en Reino Unido: 70 515

## Formatos y listado de canciones
Éstos son los formatos y listado de canciones del lanzamiento del sencillo «Calling».
UK & Europa CD1

(Lanzado el 26 de noviembre de 2001)
1. «Calling» - 4:25
2. «Getting Better» - 3:07
3. «Destiny» - 4:29
4. «Calling» Enhanced Video - 4:25

UK & Europa CD2

(Lanzado el 26 de noviembre de 2001)
1. «Calling» - 4:25
2. «Calling» [WIP "Coeur De Lion" Edit] - 3:45
3. «Calling» [Metro 7 Inch] - 3:43
4. «Calling» [Mauve's Factor 25 Mix] - 3:55
5. «Calling» [Mareeko Remix Edit] - 3:58

Europeo 2-Track CD Single

(Lanzado el 26 de noviembre de 2001)
1. «Calling» - 4:25
2. «Getting Better» - 3:07

Europeo 3-Track CD Single

(Lanzado el 26 de noviembre de 2001)
1. «Calling» (Radio Edit) - 3:55
2. «Calling» (WIP "Coeur De Lion" Edit) - 3:45
3. «Calling» (Álbum Versión«») - 4:24

CD Single Francés

(Lanzado el 13 de noviembre de 2001)
1. «Au Nom De L'Amour» - 4:21
2. «Calling» - 4:25

## Versiones oficiales
- Álbum Versión
- Radio Edit
- French -Frenglish- version (Au Nom De L'Amour)
- Stephen Lipson's Frenglish Mix
- WIP "Coeur De Lion" Mix
- WIP "Coeur De Lion" Edit - 3:45
- Metro 7 Inch - 3:43
- Metro Mix
- Metro Frenglish Mix
- Mauve Factor 25 Mix Edit - 3:55
- Mauve Factor 25
- Mauve Factor 25 Instrumental
- Mareeko Remix Edit - 3:58
- Mareeko Remix
- Mareeko Instrumental Dub

Notas
- El Mareeko Mix es la única versión de la canción en voces francesas exclusivamente. Au Nom De L'Amour tiene versos franceses e ingleses (las primeras cuatro líneas de cada verso es en inglés, el resto es en francés) y tiene un coro francés, el Frenglish Mix tiene versos ingleses y el coro en francés. A pesar de su nombre, el WIP remix no tiene voces en francés.

- Mareeko Club y Dub fueron lanzados en una promoción bajo el seudónimo de Lily Paris